# Bahnhof Neuekrug-Hahausen

Der Bahnhof Neuekrug-Hahausen ist eine Betriebsstelle in Hahausen (Langelsheim), Landkreis Goslar. Das erste Namensglied bezieht sich auf die Wohnsiedlung Neuekrug.
Der Bahnhof wird nicht mehr im Personenverkehr bedient.

## Geschichte
Mit der Braunschweigischen Südbahn wurde der Bahnhof am 5. August 1856 eröffnet. Bereits mit dem Bau war die Infrastruktur auf Zweigleisigkeit ausgelegt, diese erfolgte jedoch erst 1868. Die Strecke nach Langelsheim wurde 1874 zunächst eingleisig eröffnet, der Bau des zweiten Gleises erfolgte in den 1890er-Jahren.
Im Juni 1984 wurde das zweite Gleis in Richtung Börßum stillgelegt und später demontiert, im selben Jahr wurde auch der Gleisplan stark bereinigt: Fünf der vormals acht Gleise wurden abgebaut; eine Güterverladung, wie sie bis dato noch mit Holz betrieben wurde, war nun nicht mehr möglich.
Am 30. September 1986 ging das neue Relaisstellwerk Nf (Bauform Dr S 2) in Betrieb und ersetzte die mechanischen Stellwerke Nof und Nw (Bauform beide Jüdel), die 1910 in Betrieb gegangen waren. Damit wurden auch die Formsignale des Bahnhofs durch Lichtsignale ersetzt.
Seit der Umwandlung des Bahnhofs Langelsheim zur Haltestelle (Hp mit Awanst) ist der Bahnhof Neuekrug-Hahausen eisenbahnbetrieblich der letzte Bahnhof im Langelsheimer Stadtgebiet. Zur Bedienung der Ausweichanschlussstelle in Langelsheim wurde im Rahmen der Inbetriebnahme des dortigen DSTW im Oktober 2023 die Strecke zwischen Neuekrug-Hahausen und Goslar mit Gleiswechselbetrieb ausgerüstet; dafür erhielt der Bahnhof Neuekrug-Hahausen auch ein neues Einfahrsignal am Gegengleis dieser Strecke sowie ein dazugehöriges Vorsignal.

## Bedienung
Die Bedienung durch den Personenverkehr wurde zum 31. Mai 1987 eingestellt. Damit erfüllt der Bahnhof heute nur noch eine betriebliche Funktion. Der Neubau der Passagieranlagen wurde im Jahr 2015 durch die DB Station&Service untersucht und aufgrund eines zu geringen erwarteten Passagieraufkommens abgelehnt.
Die Bushaltestelle Neuekrug-Hahausen Bahnhof wird von der Linie 655 (Lutter–Seesen) bedient. Seit dem 1. April 2019 führt der Verkehrsbetrieb HarzBus den Verkehr durch; zuvor hatte die Regionalbus Braunschweig GmbH (RBB), Tochterunternehmen der DB Regio AG, die Linie betrieben. Vor dem Fahrplanwechsel zum 25. August 2022 hatte die Bushaltestelle Neuekrug Bahnhof geheißen.

## Planungen
Für Oktober 2028 ist die Inbetriebnahme eines Elektronischen Stellwerks (ESTW), das das Relaisstellwerk Nf ersetzen und von der regionalen Bedienzentrale (RBZ) Harz-Weser in Göttingen ferngesteuert und überwacht werden soll, geplant (Stand: Januar 2025). Bis zur Inbetriebnahme des ESTW ist das Stellwerk Nf das letzte im Landkreis Goslar, das noch örtlich besetzt ist.

## Galerie

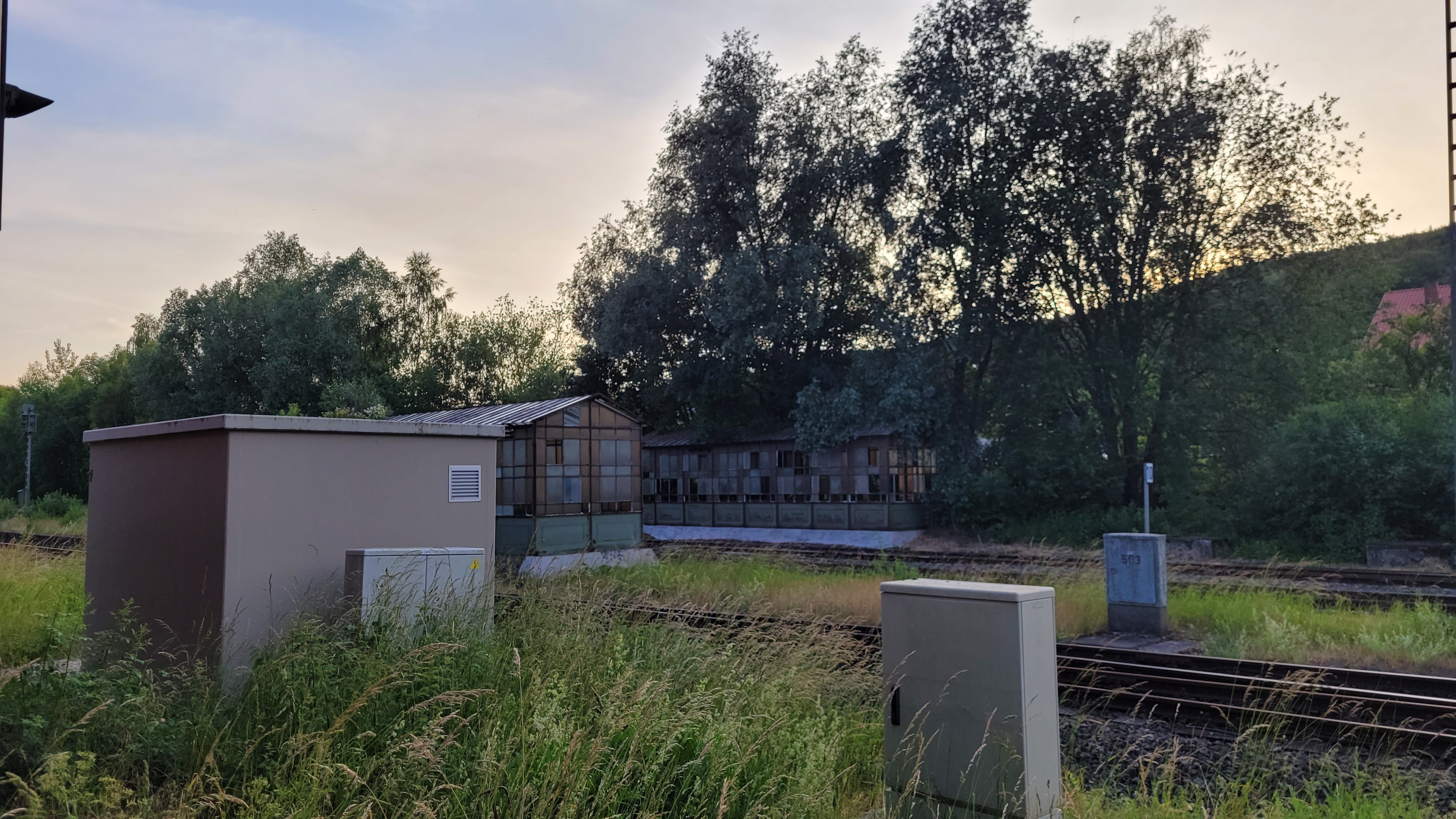
Überdachung der stillgelegten Bahnsteigunterführung im Bahnhof Neuekrug-Hahausen, 2023
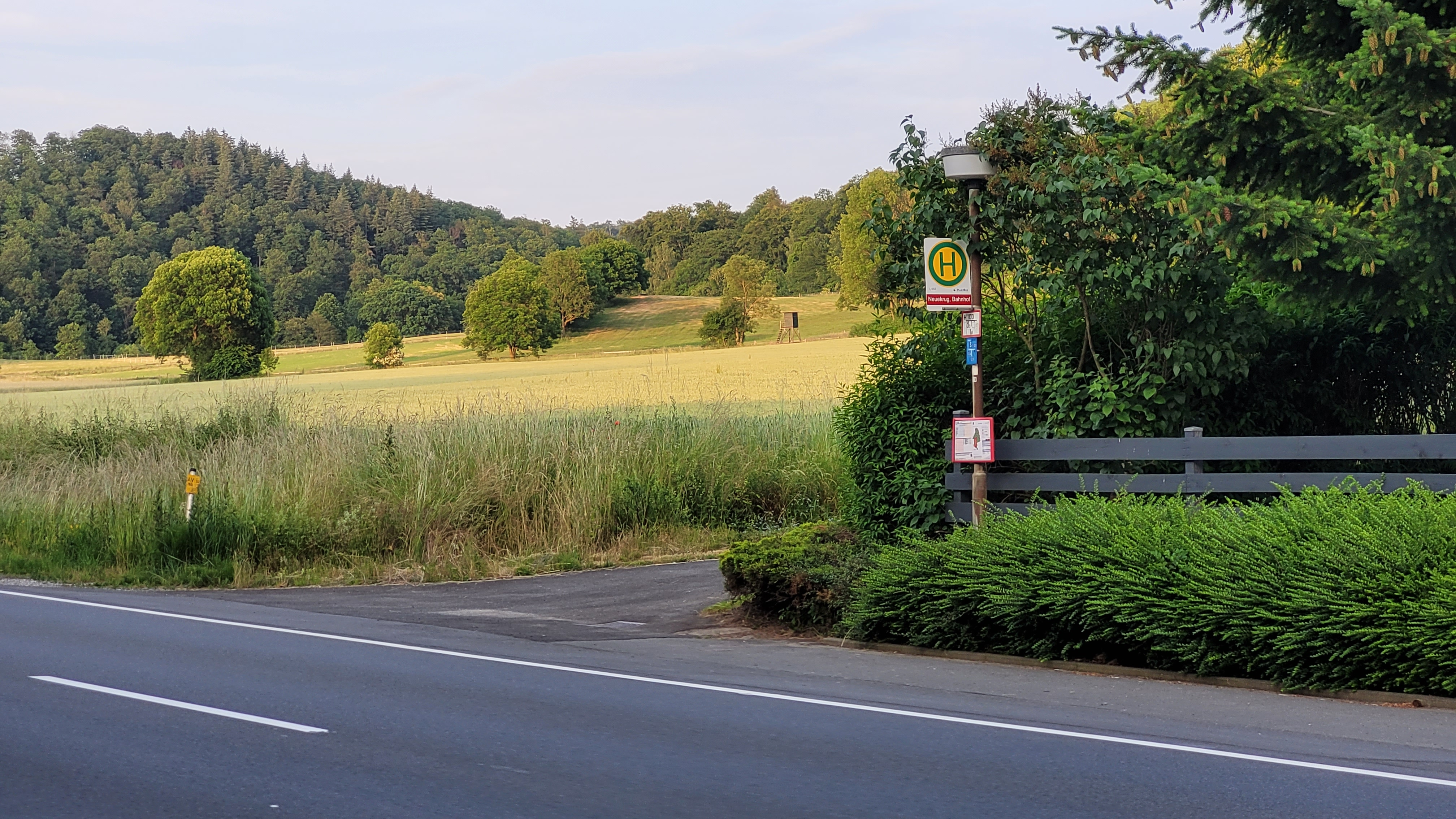
Bushaltestelle "Neuekrug-Hahausen, Bahnhof", 2023
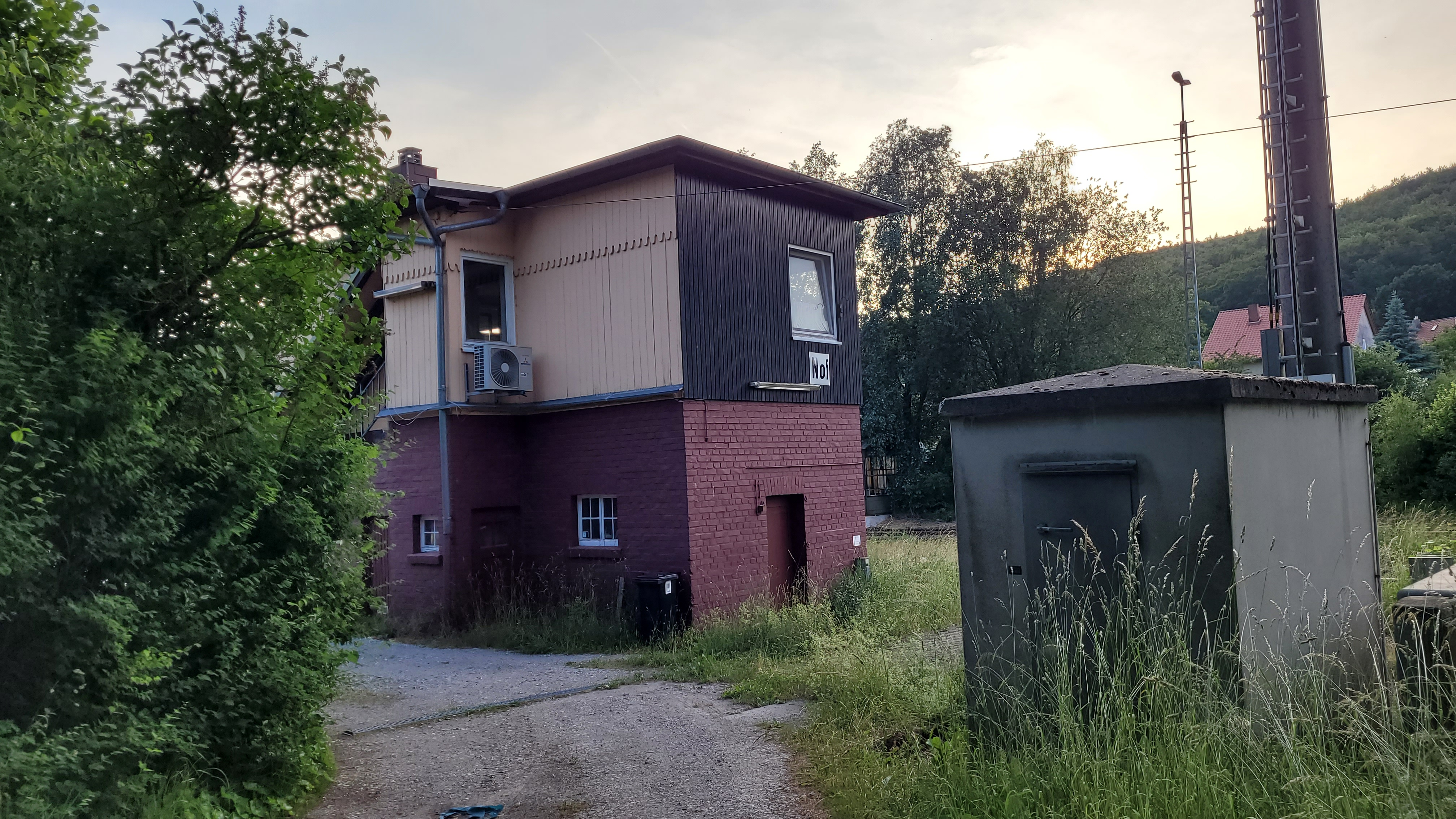
Stellwerk Nf im Bahnhof Neuekrug-Hahausen mit altem Kürzel, 2023

## Links
- Gleise in Serviceeinrichtungen (HNHA). DB InfraGO (PDF; aktueller Gleisplan)
- Gleisplan von 1974, in: Drehscheibe Online.
- Joachim Heindorf: Alltag in Neuekrug-Hahausen und Umgebung in den 70er Jahren (m. 23 B.), 2010. In: Drehscheibe Online.
- Rainer Güttler: Abzweigbahnhof Neuekrug-Hahausen in den 80ern (20 B.), 2010. In: Drehscheibe Online.